# 196 км (зупинний пункт)
196 км — пасажирський зупинний пункт Полтавської дирекції Південної залізниці на неелектрифікованій лінії Ромодан — Кременчук між станцією Хорол та роз'їздом Шишаки. Розташований в селі Покровська Багачка Лубенського району Полтавської області.

## Історія
Зупинний пункт відкритий у 1887 році, під час будівництва залізничної лінії Кременчук — Ромодан (завдовжки 200 верст).

## Пасажирське сполучення
На платформі 196 км зупиняються приміські дизельні-поїзди сполученням Ромодан — Кременчук.